# Jáchymov
Jáchymov, aussi Saint-Joachimsthal en français, en allemand : Sankt-Joachimsthal, est une ville minière et une station thermale du district et de la région de Karlovy Vary, en Tchéquie. Sa population s'élevait à 2 381 habitants en 2021.

## Géographie
Jáchymov est située au nord-ouest de la Bohême, dans la vallée de Sankt Joachim, dans les monts Métallifères. Elle est arrosée par la rivière Weseritz et se trouve à 15 km au nord-nord-est de Karlovy Vary et à 112 km à l'ouest-nord-ouest de Prague.
La commune est limitée par Boží Dar et l'Allemagne au nord, par Loučná pod Klínovcem et Krásný Les à l'est, par Ostrov et Merklín au sud, et par Abertamy à l'ouest.

## Histoire et économie
Au début du XVIe siècle, une mine d'argent fut découverte dans la région. Cette découverte et les nouvelles activités qu'elle suscita dans les années suivantes eurent un tel retentissement qu’à la fin des années 1520, Agricola en fit le point de départ de ses études métallurgiques. L'exploitation de cette ressource permit à la région de se développer rapidement et le propriétaire des terres où se situait la mine, le comte Etienne von Schlick, devint un des hommes les plus riches de Bohême. Entre 1520 et 1528, les frères Schlick firent frapper près de 2 millions de pièces de monnaie en argent à la manière de Saxe qui reçurent l'appellation joachimsthalers, abrégée par la suite en thaler dans les pays germanophones, adaptée en daler en Scandinavie et tolar en Slovénie (c'est l'origine du nom du dollar). En 1528, l'atelier fut rattaché à la couronne de Bohême.
Mais en 1523, la Réforme gagna le pays, et au cours de la guerre de Smalkalde (1546-47), Joachimsthal fut occupée par l’armée saxonne. En raison des progrès de la Contre-Réforme en 1621 et de la re-catholicisation qui s'ensuivit, une majorité de citoyens luthériens et de mineurs de la montagne émigrèrent vers le duché de Saxe voisin.
Au XIXe siècle, la ville abrita l’administration et le tribunal régional, avec une direction des mines. L'extraction minière, gérée en partie par la couronne d'Autriche et en partie par des sociétés minières, était alors l'activité prépondérante. Avec l’argent (dont la production se montait en 1885 à 11,35 tonnes), on extrayait du nickel, du bismuth et de la pechblende, utilisée pour la production du réputé cristal de Bohême. Outre l'industrie traditionnelle de la dentelle, d’autres industries s'étaient établies en ville pour les besoins des mines et des fonderies : ainsi l’énorme manufacture de tabac qui employait 1 000 ouvrières, la manufacture de gants, ou celles de bouchons en liège.
Un incendie détruisit presque entièrement la ville le 31 mars 1873.
Au milieu des années 1890, Pierre et Marie Curie firent venir de Joachimsthal, grâce à un financement inespéré, une tonne de pechblende dans leur laboratoire de Paris. Quelques années plus tôt, Becquerel avait mis en évidence dans ce minerai la présence d'uraninite. Par des étapes de raffinage précises et dangereuses, ils isolèrent successivement deux corps purs, le polonium puis le radium, découverte qui valut à Marie Curie le prix Nobel de chimie en 1911. Jusqu'à la Première Guerre mondiale, Joachimsthal fut le seul gisement connu de radium au monde.
À la suite des célèbres stations de Carlsbad, Franzensbad, et Marienbad, la première « station thermale au radium » ouvrit ses portes en 1906.
Les mines d'uranium, exploitées jusqu'en 1962, ont donné quelque 8 000 tonnes de métal utilisées pour le programme nucléaire soviétique. Elles ont aussi servi de camps de travail forcé pour les prisonniers politiques du régime soviétique.

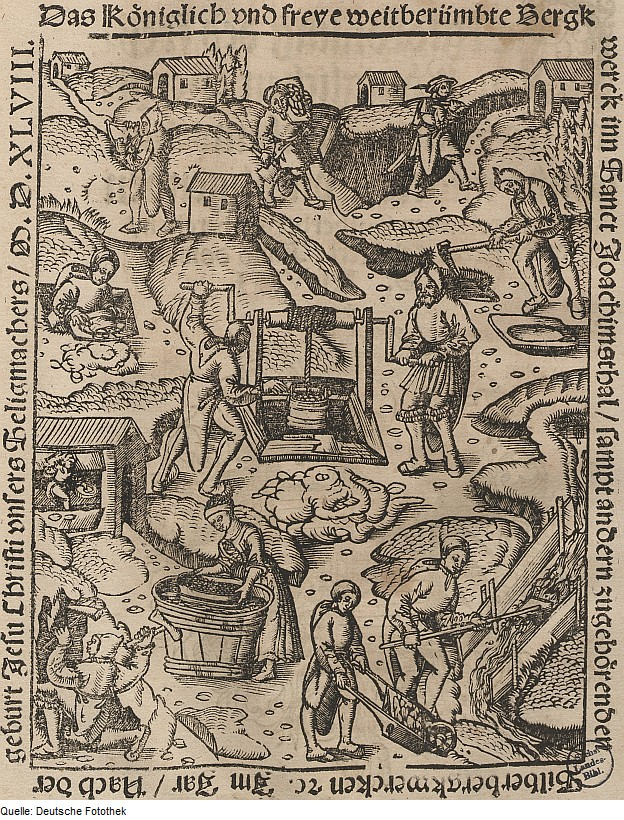
Les mines royales, mondialement célèbres, de Sainct-Joachimsthal (1548)
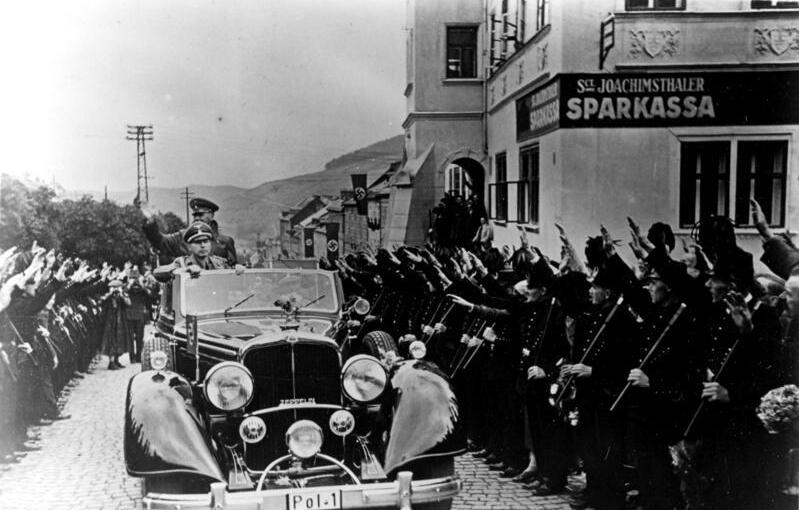
Le ministre nazi Wilhelm Frick en visite à Joachimsthal
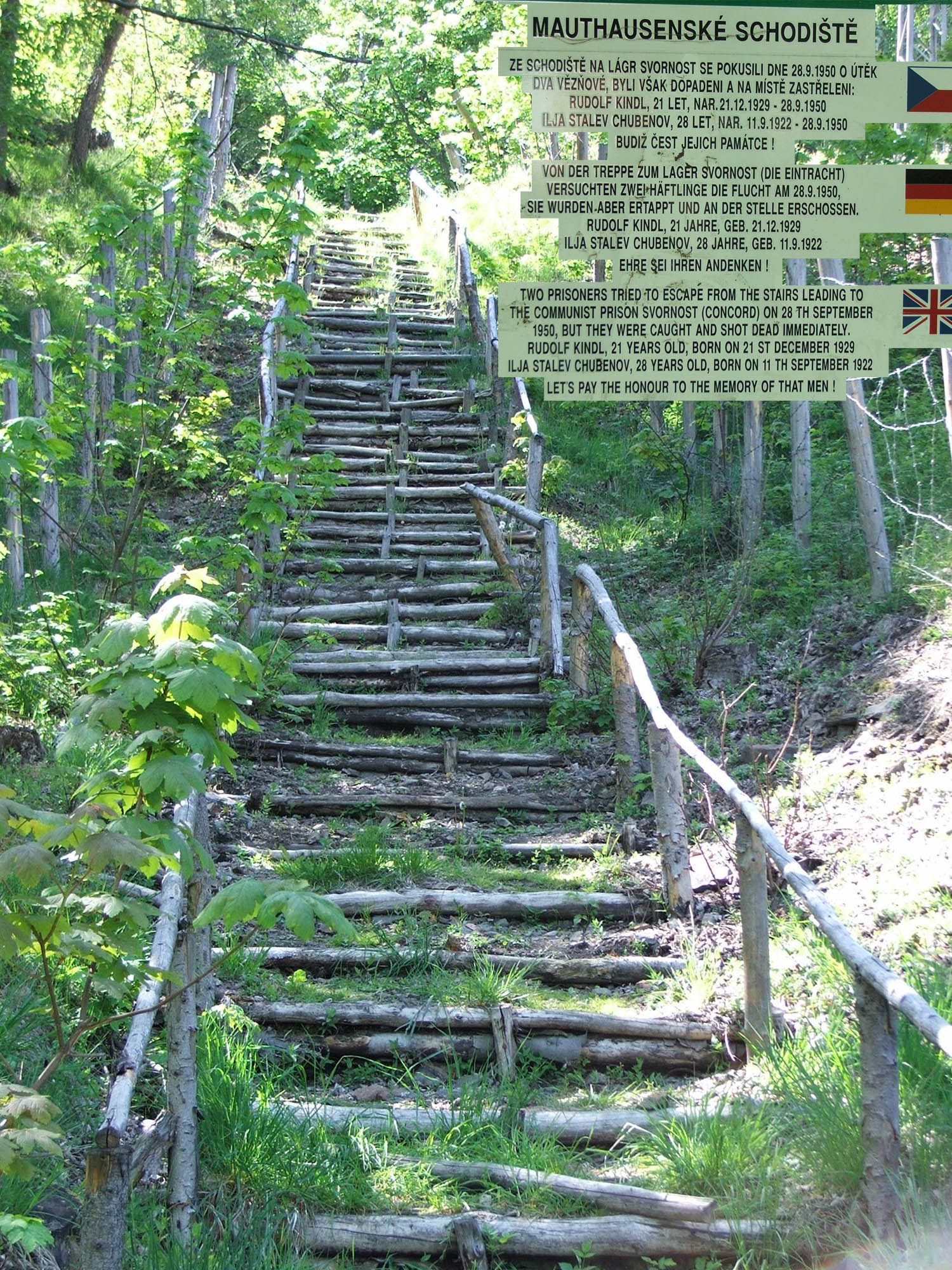
Escalier menant au camp de travaux forcés avec le mémorial
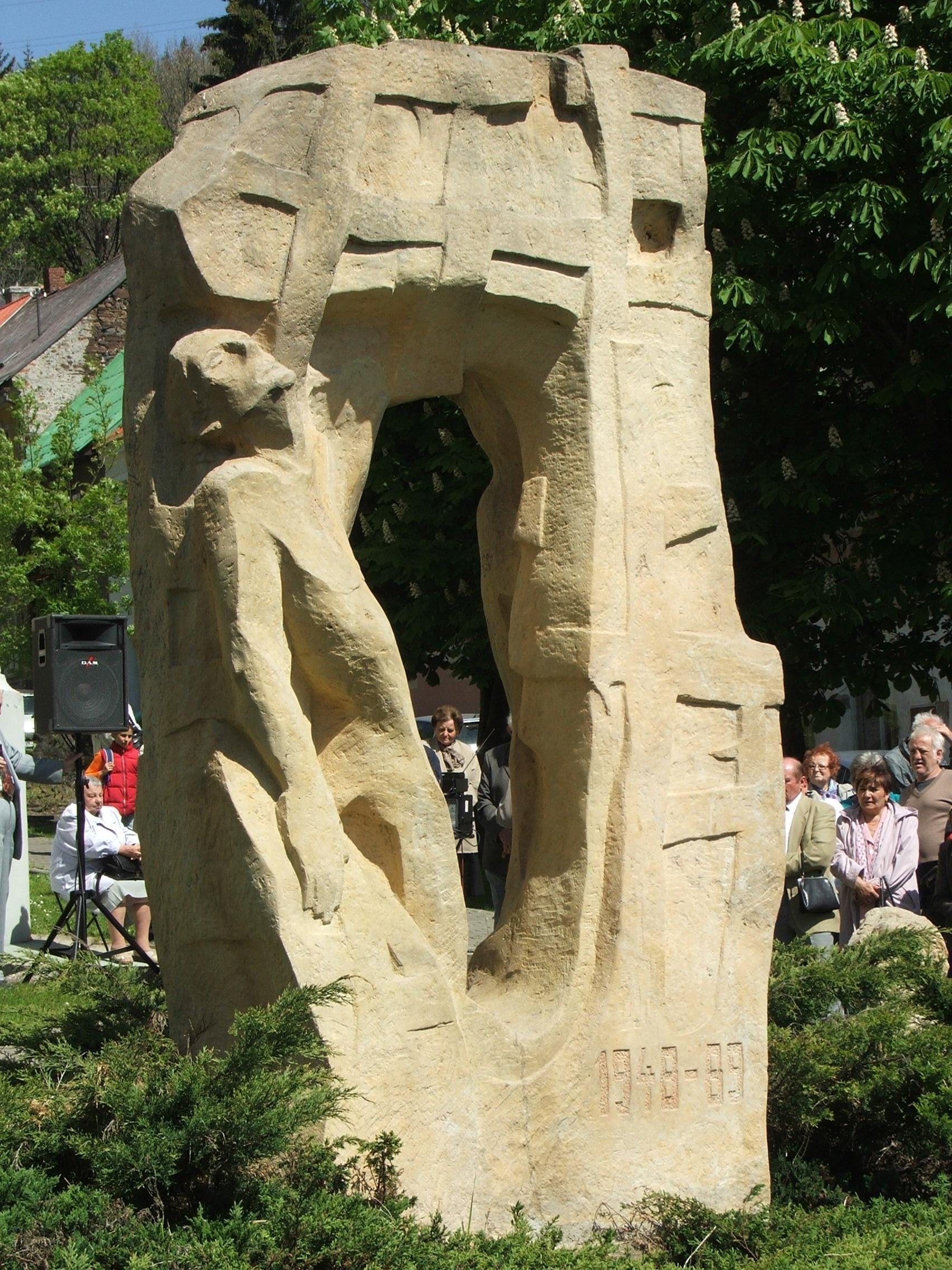
Mémorial dédié aux victimes de la terreur soviétique et aux prisonniers politiques des camps de travail (1948-1989)

## Administration
La commune se compose de cinq quartiers : Jáchymov, Mariánská, Nové Město, Suchá et Vršek.